# Petrovdanski sabor
Petrovdanski sabor je skup pristalica Nezavisne Crne Gore pod okupacijom talijanskih fašističkih vlasti koji je održan 12. srpnja 1941. na Cetinju.

## Povijesni kontekst
Godine 1918. Kraljevina Crna Gora je okupirana i na nelegalnoj Podgoričkoj Skupštini anektirana od Kraljevine Srbije, pa je crnogorska država kao dio Srbije prihljučena Kraljevini SHS.
Najveći dio crnogorskoga pučanstva nikada se nije pomirio s načinom "ujedinjenja" i statusom Crne Gore u Prvoj Jugoslaviji. U Crnoj Gori je došlo do oružanih borbi i komitskog pokreta koji je trajao do 1929. godine. Snažna uporišta u Crnoj Gori, u periodu između dva svjetska rata, imala je Crnogorska stranka (crnogorski federalisti) i ilegalna KPJ, koja je promicala priznanje crnogorske nacionalnosti i ravnopravnost Crne Gore.
Musolinijeva Italija, nakon kratkotrajnog Travanjskog rata, 1941. okupirala je Crnu Goru. Dio Crnogorske stranke, okupljen oko dr. Sekule Drljevića, prihvaćao je ideju da se crnogorska neovisnost obnovi. Oni su procjenjivali kako bi crnogorske interese mogla poduprijeti i činjenica da je Jelena Savojska, kraljica Italije, bila kći crnogorskog kralja Nikole I.
No, drugi dio Crnogorske stranke, okupljen oko utjecajnog vojskovođe, generala Krsta Popovića, nije htio dati potporu takvom projektu. Oni su bili rezignirani činjenicom da Neovisna Crna Gora ne bi obuhvaćala sve povijesne crnogorske teritorije.
Crnogorski povjesničar Novak Adžić je napisao (izvorni cit.): "Italijanske oružane snage zaposjele su Crnu Goru ističući da je njihov mandat u oslobodilačkoj misiji, odnosno, da su one tu sa ciljem da pomognu i omoguće, dakle, da budu navodni garant obnavljanja crnogorske države. Na tu parolu nasjelo je vođstvo crnogorskih federalista-independista, zbog čega je, u najvećem broju, i prihvatilo saradnju sa italijanskim vlastima".

## Sudionici Sabora
Povjesničari nisu utvrdili stopostotno točan sastav Petrovdanskog sabora. Jedan od sudionika, Todor Borozan, ostavio je u svojim memoarima sljedeći spisak sudionika Petrovdanskog sabora:
- Adžić Mihailo, narodni zastupnik, Adžić Radivoje, barjaktar, Anđelić Živko, odvjetnik, Anđelić Milosav, odvjetnik, Aleksić Aleksa, časnik, Bulatović Bećir, satnik (orig. kapetan), Bulatović Mihailo, časnik, Božović Batrić, Bojović Miloš, odvjetnik, Banović Vaso, trgovac, Borozan Todor, časnik, Belović Hasif Sulejman, Vučinić Dušan, odvjetnik, Vujačić Ilija, komandir, Vučković Stanko, profesor, Vojvodić Ljubo, poštanski činovnik, Veljić Mileta, časnik, Vukosavović Marko, učitelj, Vuksanović Savo, činovnik, Vučković Blažo, posjednik, Vujović Jovan, časnik, Vuković Vidak, pravnik, Grujović Đorđije, općinski predsjednik, Drljević dr Sekula, ministar, Drecun Đoko, časnik, Debelja Niko, sreski načelnik, Drljević Vučeta, odvjetnik, Damjanović Ilija, časnik, Đurišić Đuro, učitelj, Đenilagić Mula Mustafa, Ivanović Mihailo, ministar, Jovićević Miloš, Jovićević dr Ivan, konzul, Kašćelan Niko, časnik, Kapičić Milo, profesor, Krivokapić dr. Božo, odvjetnik, Kovačević Petar, časnik, Kršikapa Tomo, odvjetnik, Koprivica Filaret, svećenik, Lekić Stevan, časnik, Laković Mitar, časnik, Martinović Simo, svećenik, Martinović Arso, apotekar, Mitrović Miro, novinar, Milić Đorđije, Mećikućić Hasan, Martinović Blagota, časnik, Mučalica Staniša, učitelj, Muzurović Ajro, trgovac, Niković Krsto, pravnik, Popović Jovo, ministar, Popović dr Stevan, liječnik, Pekić Luka,svećenik, Perović Tunguz Danilo, profesor, Pejović M. Petar, časnik, Radonjić S. Ivo, vojvoda, Radović Danilo, časnik, Saičić Milovan, umirovljenik, Turčinović Jovan, umirovljenik, Tomović Anto, profesor, Čelebić Savo, časnik, Čermak Marko, Šaranović Sulja, odvjetnik, Joanikije Lipovac, mitropolit, te neimenovani tajnik Barske nadbiskupije.

U svojim memoarima dr. Novica Radović navodi da su Deklaraciju Neovisne Crne Gore, osim njega, odbili potpisati sljedeći utjecajni članovi Crnogorske stranke: 
- general Krsto Popović, Petar Plamenac, dr. Krsto Niković, profesor Luka Nikčević, pravnik Pero Petrović, činovnik Krsto Petrović, časnik Ivan Pavićević, časnik Niko Kašćelan i Kosta Popović, posjednik iz Berana.

## Tijek Sabora
Rano izjutra 12. srpnja 1941. (pravoslavni taj dan slave kao Petrovdan) organizatori i sudionici Petrovdanskog sabora su istakli na Dvoru kralja Nikole crnogorsku državnu zastavu, a njoj su "činila počast" s desne i lijeve strane dvije talijanske zastave. Sviralo je 120 italijanskih glazbara. Sabor je počeo s radom u 10 sati, u zgradi Crnogorsko Kraljevsko kazalište "Zetski dom".
Saborom je predsjedaovao dr. Mihailo Ivanović, a predsjedništvo su sačinjavali dr. Sekula Drljević, Jovo Popović, svećenik Simo Martinović, odvjetnici Dušan Vučinić i Tomo Kršikapa i dr. Ivo Jovićević. Skupu su nazočili visoki talijanski civilni i vojni dužnosnici.
Glavnu je besjedu održao dr. Sekula Drljević (izvorni cit.):
- "Crnogorski Sabore! Počevši od vladike Danila, do kralja Nikole crnogorski sabori donosili su odluke o svima pitanjima, koja su bila od životnoga značaja za crnogorski narod i njegovu slobodu. Onaj, u istoriji Crne Gore, najpoznatiji Sabor, koji je održavao svoje sjednice pod vođstvom vladike Danila, kada se je uvjerio da nema drugoga izlaza, odlučio je da u krvavi povoj povije maloga Boga i priredio je Badnje veče, koje je Crnoj Gori i crnogorskome narodu dalo život, slobodu i slavu. Sabor pod Ostrogom u planini donio je odluku, koja je crnogorskome narodu dala Vučedolsku slavu, a Blaženopočivšem Kralju Nikoli titulu, ljepšu od svih na svijetu, titulu cara junaka. Znamo, da je vazda bila misao i da je danas nepokolebljiva odluka crnogorskoga naroda, da svoju budućnost veže neposredno i čvrsto za tu svoju najslavniju prošlost. Vjerni toj misli i toj odluci mi smo sazvali ovaj Crnogorski sabor i otvaranjem njegovih sjednica omogućili mu, da da izjavu, koja će biti vjeran tumač želje i volje crnogorskoga naroda."

- "Crnogorski Sabore! Crnogorski narod, kao i svi narodi na kugli zemljinoj, istorijska je tvorevina. Cnogorstvo su stvarali i stvorili daleki vjekovi. Njegova država i njena vjekovna pobjedonosna borba izgradili su političku i kulturnu izrazitost njegovoga lika. Tako izgrađeno i samo zbog toga, što je tako izgrađeno, crnogorstvo je moglo voditi onu nejednaku borbu, kojoj je teško naći takmaca kod ostalih naroda. Crnogorstvo nije zaziralo od borbe sa Stambolom, čak ni onda, kada su se pred njegovom silom tresli zidovi carskoga Beča. Tu borbu crnogorstvo je izdržalo, jer se nikada nije htjelo odreći sebe i svoje državne slobode. Uvjeren sam, da govorim iz duše cijelog naroda, kada ped ovim saborom ponovim stihove besmrtnoga Kralja: "Ko crnogorstvu ne bio vjeran, Bogom i ljudima svud bio ćeran"! Biti crnogorstvu vjeran znači imati crnogorsku nacionalnu svijest i biti vjeran crnogorskoj državnoj ideji. Tu misao besmrtnoga Kralja crnogorski narod danas preko ovoga sabora uziđuje u temelje svoga narodnoga i državnoga života za sve buduće vjekove."

## Deklaracija Sabora
Na Petrovdanskom saboru usvojena je aklamacijom Deklaracija (tekst iz izvornika na crnogorskom):
- I. Okupacija Crne Gore od strane Srbije, koju je protivno volji Crnogorskog naroda prihvatila tzv. Velika Narodna skupština u Podgorici svojom odlukom od 26 novembra 1918. godine prestala je.
- II. Stavljeni su van snage: režim koji je bio stvoren u Crnoj Gori od bivše Kraljevine Jugoslavije i dinastije Karađorđevića. Vidovdanski Ustav i Ustav od 3. septembra 1931. godine, koji su potjecali od pomenutog režima, ukinuti su.
- III. Proglašava se suverena i nezavisna Država Crna Gora u obliku Ustavne Monarhije.
- IV. Crnogorski sabor izjavljuje da su svi Crnogorci blagodarni fašističkim Oružanim Silama, čijom se zaslugom ostvarilo oslobođenje njihove Domovine i sjećajući se uskih veza koje postoje između dinastije Petrović Njegoš i Italijanskog Kraljevskog Doma, s povjerenjem u djelo obnove dato uvijek i svuda od Dučea i od fašisitičke Italije - riješeni da sjedine život i sudbinu Crne Gore sa sudbinom Italije, uspostavljaući s njom veze uske solidarnosti. Naknadno će se pristupiti sklapanju sporazuma između Crne Gore i Italije, prožetim duhom ove solidarnosti i saglasni ulasku Crne Gore u akcionu sveru Rima.
- V. Crnogorski sabor, u pomanjkanju nosioca Vrhovne vlasti šefa Države, riješio je da uspostavi kraljevsko namjesništvo i da umoli Njegovo Veličanstvo Italijanskog Kralja i Cara da blagoizvoli odrediti Namjesnika Kraljevine Crne Gore koji će proglasti Ustav.

## Epilog
U povodu Petrovdanskog sabora povjesničar Novak Adžić piše (orig.):
"Koncepcija glavnih aktera Sabora bila je, pokazalo se, nerealna i imaginarno pretenciozna i ona je dokaz da oni nijesu dobro predviđali globalne međunarodne okolnosti i procese, odnosno, da nijesu dobro procijenili kako će se završiti rat. Oni su se nadali da će sile Osovine (a te nade su pothranjivali tadašnji brojni uspjesi i nadiranje sila Osovine na mnogim frontovima), pobijediti u ratu i nijesu predviđali da će se ratna sreća okrenuti na njihovu štetu, odnosno, da će sile iz Antihitlerovske koalicije odnijeti konačnu pobjedu. U vrijeme zasjedanja Petrovdanskog sabora sile Osovine su nizale uspjehe u ratu i to je, vjerojatno, dodatno motivisalo dr. Sekulu Drljevića i ostale učesnike Sabora da ubrzaju akciju u pogledu usposavljanja Nezavisne Crne Gore pod italijanskim protekcionizmom. To je pothranjivalo njihove zablude u uspjeh njihovog projekta i zato od njega nijesu odustali, već su ga forsirali, koliko su mogli i umjeli. Na kraju se pokazalo da su strateški politički pogriješili. Fatalistički. To što su oni radili bila je tragična zabluda koja je sa sobom nosila najbolje namjere prema Crnoj Gori. Slobodnu i nezavisnu Crnu Goru nijesu dočekali, iako su se ponadali da je 1941. godine nastupilo doba kada bi mogli da ostvare taj svoj patriotski san".
Već 13. srpnja 1941. u Crnoj Gori je, u organizaciji KPJ, buknuo općenarodni ustanak protiv talijanske okupacije. 
Dio pristalica Crnogorske stranke, oko Krsta Popovića, 1942. će oformiti Crnogorsku narodnu vojsku, dok će neki akteri Petrovdanskog sabora, poput časnika Sava Čelebića, prići partizanima i kasnije polučiti i generalski čin.
Godine 1943. crnogorski partizani će oformiti CASNO (Crnogorsku antifašističku skupštinu narodnog oslobođenja'), definiranu kao vrhovni organ državne vlasti i državnog suvereniteta Crne Gore. CASNO je bila suglasna da Crna Gora, kao ravnopravna federalna jedinica, postane dio nove jugoslavenske državne zajednice (DFJ) a Crnogorci njezin ravnopravni, konstitutivni narod.

## Vanjske poveznice
- Novak Adžić, "Što je istina o Petrovdanskom saboru 1941." (crn.)